# Ted Kennedy (esportista)
Theodore Samuel Kennedy (12 de dezembro de 1925 - 14 de agosto de 2009) foi um jogador de hóquei no gelo do Canadá, na posição central, e que jogou toda a sua carreira com o Toronto Maple Leafs de 1942-1957. Foi capitão da equipa durante oito temporadas, o primeiro jogador na história da NHL a vencer cinco Copas Stanley e o último jogador dos Toronto Maple Leafs a ganhar o Troféu Hart para jogador mais valioso. Ele era um colaborador essencial para os Maple Leafs tornando-se a National Hockey League a primeira dinastia. Ele foi introduzido no Hockey Hall of Fame em 1966. Foi considerado por alguns como o maior jogador da história da equipe.

## Estatísticas da carreira
| 1942–43            | Port Colborne Sailors | OHA Sr.            | 23  | 23  | 29  | 52  | 15  | —  | —  | —  | —  | —  |    |
| 1942–43            | Toronto Maple Leafs   | NHL                | 2   | 0   | 1   | 1   | 0   | —  | —  | —  | —  | —  |    |
| 1943–44            | Toronto Maple Leafs   | NHL                | 49  | 26  | 23  | 49  | 2   | 5  | 1  | 1  | 2  | 4  |    |
| 1944–45            | Toronto Maple Leafs   | NHL                | 49  | 29  | 25  | 54  | 14  | 13 | 7  | 2  | 9  | 2  | SC |
| 1945–46            | Toronto Maple Leafs   | NHL                | 21  | 3   | 2   | 5   | 4   | —  | —  | —  | —  | —  |    |
| 1946–47            | Toronto Maple Leafs   | NHL                | 60  | 28  | 32  | 60  | 27  | 11 | 4  | 5  | 9  | 4  | SC |
| 1947–48            | Toronto Maple Leafs   | NHL                | 60  | 25  | 21  | 46  | 32  | 9  | 8  | 6  | 14 | 0  | SC |
| 1948–49            | Toronto Maple Leafs   | NHL                | 59  | 18  | 21  | 39  | 25  | 9  | 2  | 6  | 8  | 2  | SC |
| 1949–50            | Toronto Maple Leafs   | NHL                | 53  | 20  | 24  | 44  | 34  | 7  | 1  | 2  | 3  | 8  |    |
| 1950–51            | Toronto Maple Leafs   | NHL                | 63  | 18  | 43  | 61  | 32  | 11 | 4  | 5  | 9  | 6  | SC |
| 1951–52            | Toronto Maple Leafs   | NHL                | 70  | 19  | 33  | 52  | 33  | 4  | 0  | 0  | 0  | 4  |    |
| 1952–53            | Toronto Maple Leafs   | NHL                | 43  | 14  | 23  | 37  | 42  | —  | —  | —  | —  | —  |    |
| 1953–54            | Toronto Maple Leafs   | NHL                | 67  | 15  | 23  | 38  | 78  | 5  | 1  | 1  | 2  | 2  |    |
| 1954–55            | Toronto Maple Leafs   | NHL                | 70  | 10  | 42  | 52  | 74  | 4  | 1  | 3  | 4  | 0  |    |
| 1956–57            | Toronto Maple Leafs   | NHL                | 30  | 6   | 16  | 22  | 35  | —  | —  | —  | —  | —  |    |
| Totalização da NHL | Totalização da NHL    | Totalização da NHL | 696 | 231 | 329 | 560 | 432 | 78 | 29 | 31 | 60 | 32 |    |